# Kana (casa editrice)
Kana è una casa editrice francese associata alla Les Éditions Dargaud.

## Storia
La casa editrice è stata fondata nel 1996 da Yves Schlirf. Attualmente si occupa della pubblicazione di manga in lingua francese e olandese.

## Pubblicazioni (parziale)
- Aragane no ko - Diamond in the Rough
- Smoking Behind the Supermarket with You